# إيج سورينسن
إيج سورينسن (بالنرويجية البوكمول: Åge Sørensen)‏ هو لاعب كرة قدم نرويجي في مركز الهجوم، ولد في 18 مايو 1937. شارك مع منتخب النرويج لكرة القدم. أما مع النوادي، فقد لعب مع نادي فوليرينغا.

## وصلات خارجية
- إيج سورينسن على موقع اتحاد النرويج (النرويجية)
- إيج سورينسن على موقع قاعدة بيانات كرة القدم.إي يو (الإنجليزية)
- إيج سورينسن على موقع ناشيونال فوتبول تيمز (الإنجليزية)
- إيج سورينسن على موقع عالم كرة القدم.نت (الإنجليزية)